# Ondersnijding

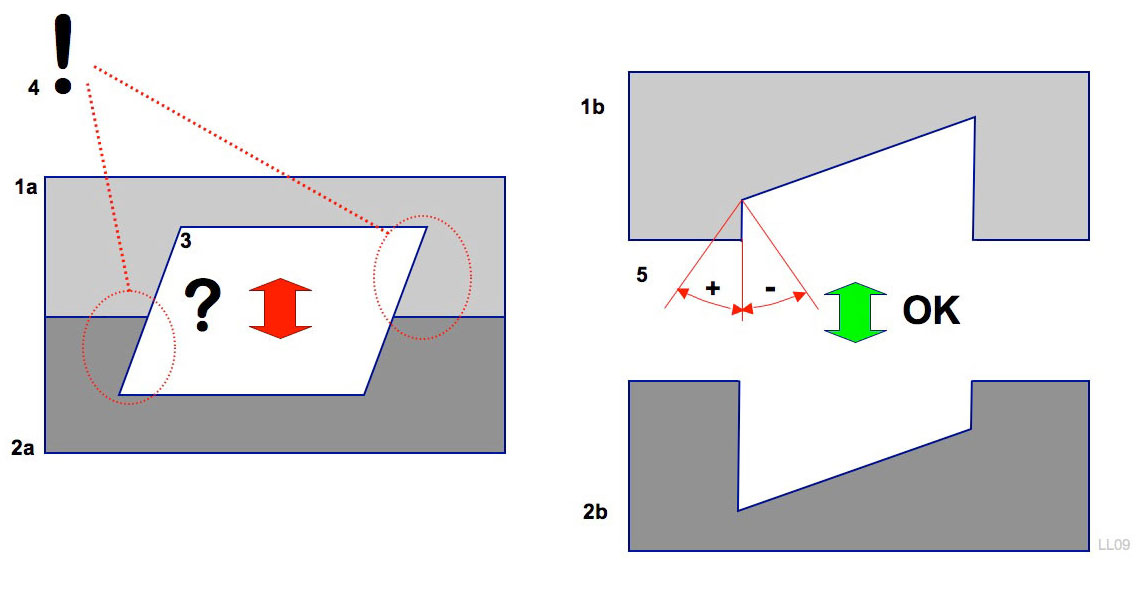
Ondersnijding. 1a en 2a Mal (of matrijs) met ondersnijdingen. 1b en 2 b Mal zonder ondersnijdingen. Als bij 5 de hoek positief is (+) dan is de mal lossend. Is daarentegen de hoek negatief (-) dan is er sprake van ondersnijding.

Animatie van het spuitgietproces. In het de mal zit een beweegbare schuif. De schuif maakt het mogelijk om vormen met ondersnijding uit de mal te verwijderen

Een ondersnijding is een materiaalkundig begrip. Als in een mal (of matrijs) de te produceren vorm niet uit het gereedschap verwijderd kan worden, doordat deze opgesloten zit (vormopsluiting), dan is er sprake van een ondersnijding.
In de figuur hiernaast is een mal 1a en 2a getekend met een parallellogramvormige vormholte. Als de vormholte wordt gevuld, is het niet mogelijk de maldelen 1a en 2a van elkaar af te bewegen. In de rood omcirkelde gebieden 4 voorkomt de ondersnijding dat de mal 1a en 2a uit elkaar kan bewegen. Hierdoor is het niet mogelijk om de parallellogramvorm uit de mal te halen.
In de animatie is het probleem van de ondersnijding van de parallellogram opgelost door een deel van het gereedschap beweegbaar te maken. Het deel dat beweegbaar in het gereedschap opgenomen is, heet, als het een deel van de mal uitmaakt, een schuif. Dit omdat het deel schuifbaar aan of in de mal bevestigd is. Bij enkelfabricage of bij kleine series worden ook wel ‘inzetlijsten’ gebruikt. Meestal zijn deze ‘lijsten’ schroefbaar in de mal bevestigd. Na het vormen van het product dienen eerst de lijsten verwijderd te worden. Pas dan kan het product uit de malvorm worden verwijderd.
Het is goedkoper om de parallellogram, zoals hier in dit voorbeeld beschreven, in de mal dusdanig te draaien (zie 1b en 1c) dat er geen ondersnijding optreedt. Veelal wordt uit kostenoverwegingen het product zo ontworpen dat er geen ondersnijdingen voorkomen.
Bij een van de verbindingstechnieken wordt het ondersnijdingsprincipe gebruikt, de vormopsluiting, om in een constructie krachten over te brengen. 